# María Almela
María Almela es una actriz mexicana que ha trabajado tanto en el cine como en la televisión.

## Carrera
Se inició como actriz en 1987 dentro del mediometraje El umbral, posteriormente debutaría en televisión al actuar en la telenovela Mi segunda madre (1989), le seguiría  Simplemente María. En 1993 actuó en la película La oreja de Van Gogh y en 2000 en la película Otaola o la república del exilio.

## Filmografía

### Telenovelas
- Simplemente María (1989-1990) .... Ana López de Sotomayor
- Mi segunda madre (1989) .... Dora

### Cine
- Otaola o la república del exilio (2000)
- La oreja de Van Gogh (1993)
- El umbral (1987)